# シカゴ (CA-136)
| USS Chicago (CG-11) |                                                         |
| 艦歴                |                                                         |
| 発注:               |                                                         |
| 起工:               | 1943年7月28日                                           |
| 進水:               | 1944年8月20日                                           |
| 就役:               | 1945年1月10日                                           |
| 退役:               | 1980年3月1日                                            |
| 除籍:               | 1984年1月31日                                           |
| その後:             | 1992年にスクラップとして廃棄                            |
| 性能諸元            |                                                         |
| 排水量:             | 13,600 トン                                             |
| 全長:               | 674 ft 11 in                                            |
| 全幅:               | 70 ft 10 in                                             |
| 吃水:               | 20 ft 6 in                                              |
| 機関:               |                                                         |
| 最大速:             | 33ノット                                                |
| 兵員:               | 士官、兵員1,142名                                       |
| 兵装:               | 8インチ砲9門、5インチ砲12門、40mm機銃48基、20mm機銃22基 |
| 搭載機:             |                                                         |

シカゴ(USS Chicago, CA-136/CG-11)は、アメリカ海軍の重巡洋艦。ボルチモア級重巡洋艦の14番艦。後にミサイル巡洋艦へ改修、オールバニ級ミサイル巡洋艦の2番艦となる。艦名はイリノイ州シカゴに因む。その名を持つ艦としては3隻目。

## 艦歴
シカゴは1943年7月28日にペンシルベニア州フィラデルフィアのフィラデルフィア海軍造船所で起工し、1944年8月20日にエドワード・J・ケリー夫人（シカゴ市長エドワード・ジョゼフ・ケリーの夫人）によって進水する。1945年1月10日にフィラデルフィア海軍工廠でリチャード・R・ハートゥング艦長の指揮下就役した。